# Salzburger Volksliedchor
Der Salzburger Volksliedchor ist ein österreichischer Chor, der 1950 von Josef Dengg gegründet wurde.

## Geschichte
Noch im Gründungsjahr lud Tobi Reiser den Chor ein, an der Gestaltung des noch jungen Salzburger Adventsingens mitzuwirken. Dengg war in Salzburg einer der ersten Chorleiter, der sich im gemischten Chor die Pflege des alpenländischen Volksliedes in seiner überlieferten Mehrstimmigkeit zur Aufgabe machte und ausgewählte Jodler in großer Chorbesetzung aufführte. Zum Repertoire zählten damals neben dem traditionellen Volkslied auch neue Lieder, darunter zahlreiche Eigenkompositionen des Chorleiters, sowie Kirchenlieder. 1968 übergab Dengg die Chorleitung an seinen Neffen Harald Dengg, der den Chor 32 Jahre führte. Das Liedrepertoire wurde während dieser Zeit vor allem durch Kompositionen von Cesar Bresgen und Wilhelm Keller erweitert.
Im Jahr 2000 übernahm die Tochter von Harald Dengg, Burgi Vötterl, die musikalische Leitung. Die Mitgliederzahl beträgt heute zwischen 60 und 70 Sängern.
Schwerpunkt des Chores ist die Pflege des traditionellen Volksliedes. Dabei finden sich im Repertoire auch neuere Chorwerke. Neben der Mitwirkung beim alljährlichen Salzburger Adventssingen im Festspielhaus Salzburg tritt der Chor mit einem vielfältigen Programm auf, auch im Rahmen von Kirchenkonzerten bei Messen, Advents- oder Mariensingen. Außerdem ist der Chor Kulturbotschafter für Salzburg und Österreich. So absolvierte der Chor 2013 eine dreiwöchige Konzertreise nach China.
Der Chor wurde mehrfach bei internationalen Chorwettbewerben ausgezeichnet, u. a. mit zwei Silbermedaillen bei der Chorolympiade Graz im Jahr 2008, und nahm an internationalen Chorfestivals im In- und Ausland teil.